# Carlos Arce (futbolista paraguayo)
Juan Carlos Arce Cáceres (Yaguarón, 14 de agosto de 1925-Luque, 4 de enero de 2009) fue un futbolista y entrenador paraguayo. Jugaba de mediocampista y su primer club fue el Sportivo Luqueño, equipo donde es considerado uno de los máximos ídolos.

## Carrera
Realizó sus estudios primarios en su ciudad natal; la secundaria en el Colegio Normal Vocacional de su ciudad; estando en el 2° año ya debutó en el Sportivo Yaguarón, a pesar de que Arce era un fanático del 14 de julio FBC.
Comenzó su carrera profesional en 1945 jugando para Sportivo Luqueño. En 1950 se fue a Colombia para formar parte de las filas del Boca Juniors de Cali. Jugó para ese equipo hasta 1951. Regreso al Sportivo Luqueño, obtuvo el título de primera división en 1953, para luego pasar por el Guaraní y Libertad.  En 1956 se pasó a las filas del Centro Iqueño de Perú. Jugó para ese equipo hasta 1958. En la 1959-1960 militó en el Santiago Morning de Chile, club donde finalmente se retiró.

## Selección nacional
Ha sido internacional con la Selección de fútbol de Paraguay entre 1953 y 1954.

### Participaciones en Copa América
| Copa              | Sede | Resultado |
| ----------------- | ---- | --------- |
| Copa América 1953 | Perú | Campeón   |

## Clubes

### Como jugador
| Club                 | País     | Año         |
| -------------------- | -------- | ----------- |
| Sportivo Luqueño     | Paraguay | 1945 - 1949 |
| Boca Juniors de Cali | Colombia | 1950 - 1951 |
| Sportivo Luqueño     | Paraguay | 1952 - 1953 |
| Guaraní              | Paraguay | 1954        |
| Libertad             | Paraguay | 1955        |
| Centro Iqueño        | Perú     | 1956 - 1958 |
| Santiago Morning     | Chile    | 1959 - 1960 |

### Como entrenador
| Club                         | País      | Año         |
| ---------------------------- | --------- | ----------- |
| Liga Deportiva Universitaria | Ecuador   | 1971        |
| Club San José                | Bolivia   | 1972 - 1973 |
| Sportivo Luqueño             | Paraguay  | 1974 - 1977 |
| Libertad                     | Paraguay  | 1980        |
| Estudiantes de Mérida        | Venezuela | 1981        |
| Sportivo Luqueño             | Paraguay  | 1982        |
| Sportivo Luqueño             | Paraguay  | 1985 - 1988 |
| Atlético Tembetary           | Paraguay  | 1996        |
| Sportivo Luqueño             | Paraguay  | 1997 - 1998 |

## Palmarés

### Cono jugador

#### Torneos nacionales
| Título           | Club             | País     | Año  |
| ---------------- | ---------------- | -------- | ---- |
| Primera División | Sportivo Luqueño | Paraguay | 1953 |